# Мастрюково (разъезд)

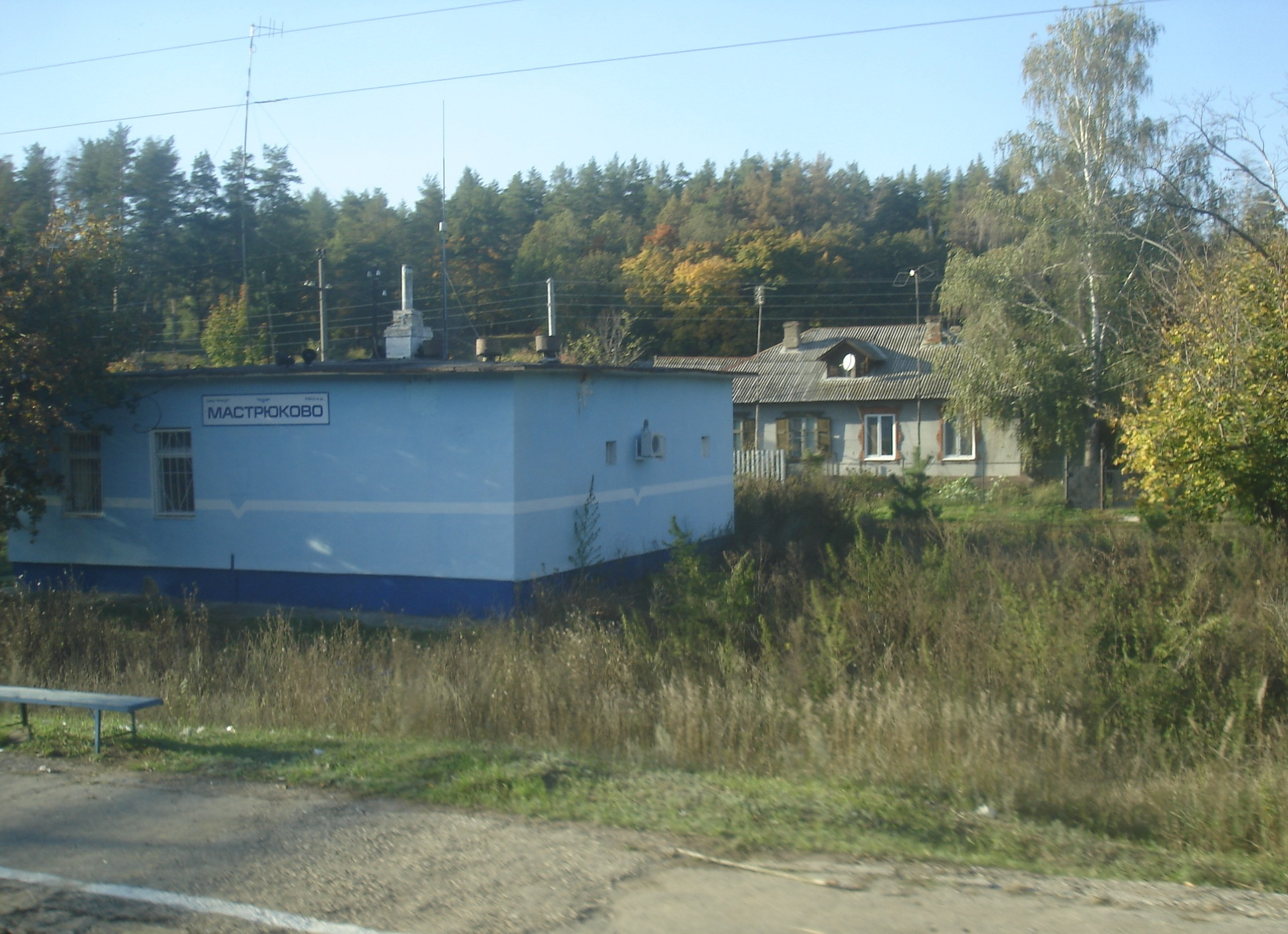
Здание на территории станции

Мастрюково — железнодорожная станция (разъезд) Самарского региона Куйбышевской железной дороги. Находится в населённом пункте Мастрюково в Волжском районе Самарской области, на территории сельского поселения Курумоч. 
Собственник станции — Куйбышевская железная дорога — филиал Открытое акционерное общество «Российские железные дороги».

## Топоним
Станция названа одноимённо Мастрюковским озёрам (группа озёр, находящихся в Ставропольском районе Самарской области).
На берегах озёр находится фестивальная поляна, на которой проводится в том числе и Грушинский фестиваль.

## Деятельность
Остановочный пункт пригородного направления: «Самара — Жигулёвское море».
Через остановочный пункт осуществляются пригородные перевозки пассажиров в Тольятти и Жигулёвск.
Пассажирские поезда дальнего следования по участку не курсируют.
На станции имеется здание вокзала с кассой. В 2021 году здание вокзала было снесено.